# Louis Mettling
Louis Mettling (* 3. Dezember 1884 in Boston; † 21. Juni 1907 in Dresden) war ein US-amerikanischer Bahnradsportler.
Schon im Alter von elf Jahren startete Louis Mettling bei Straßenrennen des Elkes Bicycle Club, 1899 jedoch wandte er sich dem Bahnradsport zu. Im Jahr darauf wurde er gemeinsam mit zwei anderen Fahrer (Kimball und McKinnon) US-amerikanischer Meister im Mannschaftsfahren. 1901 war er der beste Amateur in den USA und wurde mit 17 Jahren nationaler Meister im Dauerfahren.
Mettling stammte aus ärmlichen Verhältnissen, galt aber als sehr gebildet; so sprach er mehrere Sprachen fließend. Mit den Einnahmen aus dem Radsport wollte er ein Studium finanzieren. Sein Fahrstil wird als elegant beschrieben, getragen von „eiserner Energie“ und „großer Körperkraft“.
1902 wurde Louis Mettling Profi. Bei einem Sturz im Training erlitt er einen schweren Schädelbruch und war vier Monate lang bettlägerig.
Französische Manager holten Mettling 1905 nach Paris und vermarkteten ihn als Schulbube von Roxbury. Nach anfänglichen Schwierigkeiten konnte er die besten französischer Fahrer schlagen und stellte Rekorde über 10 bis 50 Kilometer auf. Bei Rennen in Deutschland war er weniger erfolgreich, wohin er jedoch im Frühjahr 1907, nachdem er 1906 in den USA bei Sechstagerennen gestartet war, zurückkehrte, um Rennen zu bestreiten. Anschließend wollte er Abschied vom Profi-Radsport nehmen, da er ausreichend Geld für sein Studium zusammen hatte.

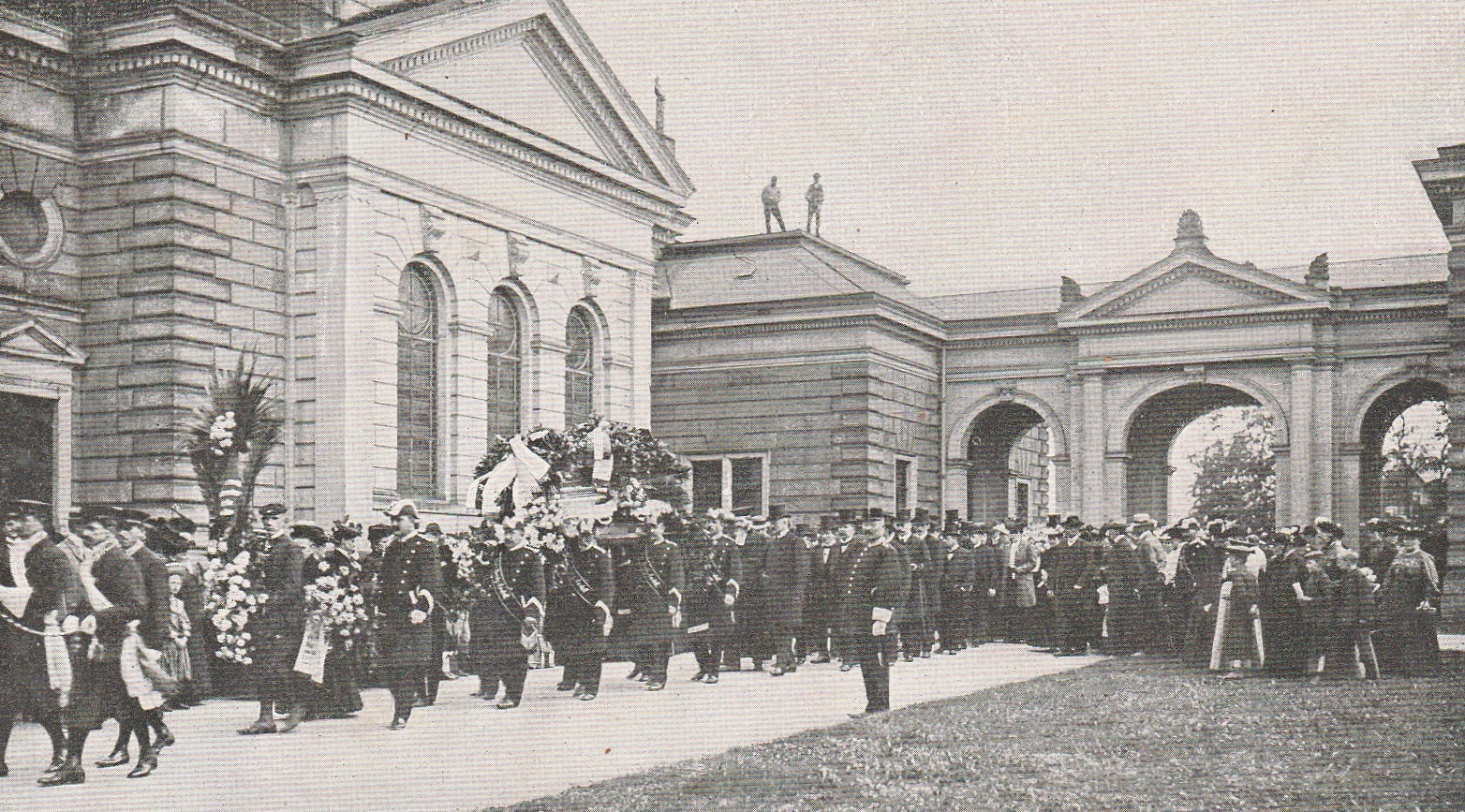
Trauerzug für Mettling auf dem Johannisfriedhof in Dresden

Am 9. Juni 1907 startete Mettling beim Preis der Stadt Dresden, für seinen nach einem schweren Sturz im Koma liegenden Landsmann Robert Walthour. Da sein eigenes Fahrrad versehentlich nach Hannover geschickt worden war, musste er sich ein Rad borgen. Kurz vor Schluss, in der 132. Runde, führte er mit neun Runden Vorsprung, als er stürzte. Mettling verlor kurz die Besinnung, und ein leichter Schädelbruch wurde diagnostiziert. Mettling lehnte es ab, im Krankenhaus zu bleiben, und hielt sich auch nicht an den Rat der Ärzte, sich ruhig zu verhalten. Zwei Wochen später starb Louis Mettling im Alter von 22 Jahren überraschend an den Folgen des Sturzes im Schlaf. Am 22. Juni erhielten seine Eltern ein Telegramm von Mettlings Begleiter, dem Fahrradartisten „Daredevil“ Schreyer, mit der Nachricht: „Our dear Louis died peacefully while sleeping last night. Cable wishes regarding burial.“
Louis Mettling wurde in Dresden auf dem Johannisfriedhof in Tolkewitz beigesetzt. Der Schrittmacher Josef Schwarzer, der Mettling in Dresden geführt hatte, kam im Jahr darauf bei einem Sturz auf der Radrennbahn Düsseldorf zu Tode.